# South Fork (Missouri)
South Fork – jednostka osadnicza w Stanach Zjednoczonych, w stanie Missouri, w hrabstwie Howell.